# Астрид Пет
Астрид Пет (енгл. Astrid Peth) измишљени је лик у британској научнофантастичној телевизијској серији Доктор Ху. Осмислио ју је продуцент серије Расел Т. Дејвис, а тумачила ју је Кајли Миног. Она је једнократна сапутница Десетог Доктора која се појављује у епизоди „Путовање проклетих”, која је први пут емитована у Уједињеном Краљевству 25. децембра 2007. године. Избор Миногове за улогу био је велики удар за Доктора Хуа јер је као позната певачица привукла велики публицитет за „Путовање проклетих”. Након тога, велики део успеха епизоде у погледу гледаности је приписан њеној улози.

## Појављивања

### Телевизија
Астрид се појављује у епизоди „Путовање проклетих”. Она ради на свемирском броду Титаник као хуманоидна конобарица са планете Сто, која сања да види звезде. Упознавши Десетог Доктора (Дејвид Тенант) на Титанику, брзо се спријатељила с њим. Она прати Доктора на излет који је организовао историчар са Титаника господин Копер (Клајв Свифт), телепортујући се са неким путницима Титаника на Земљу, где она и Доктор упознају Вилфреда Мота (Бернард Крибинс). По повратку на брод, она и Доктор откривају план Макса Каприкона (Џорџ Костиган) да уништи Титаник, његове путнике и оближње људе на Земљи са својим анђеоским роботима Домаћинима. Док покушавају да спасу брод, Астрид све више почиње да се свиђа Доктор и она га љуби, уверавајући га да је то „стари обичај” на Столу. У врхунцу епизоде, Астрид се жртвује да би спасила Доктора од Каприкона тако што је виљушкаром оборила Каприкона са платформе и заједно са њим пала у смрт. Касније, схвативши да Астрид још увек носи телепортерску наруквицу, Доктор покушава да призове њене атоме у покушају да је васкрсне, али на оштећеном Титанику није било довољно снаге да то учини. Астрид се поново појављује у спектралном облику и збуњена, док је Доктор љуби на опроштају, након чега ослобађа њене свесне атоме (описане као „звездана прашина”) да лутају свемиром као енергија.
У „Крају путовања” (2008), Даврос се руга Доктору о безбројним људима који су умрли за њега. Клип из „Путовања проклетих” са Астрид приказан је као део монтаже.

### Књижевност
У роману Покров туге из 2013. године, Покров, главни антагониста књиге, поприма облик преминулих вољених који су познати људима којима прилази, у покушају да их намами и зароби. За Једанаестог Доктора, он поприма облик Астрид. Доктор касније користи уређај „Још једном са осећањем” да би поново посетио сећања на губитке својих пријатеља, међу којима се налази и Астридина смрт, како би изазвао довољно личне туге да Покров ослободи своје жртве и причврсти се за њега.

## Развој

### Стварање лика
У августу 2007. године, сценариста и извршни продуцент Расел Т. Дејвис је најавио да ће Астрид Пет бити следећа Докторова сапутница, након позитивног пријема Марте Џоунс (коју је глумила Фрима Еџимен). Астридино презиме Пет потврђено је у божићном издању часописа Radio Times. Дејвис је изјавио да ће овај лик увек бити „једнократан”, чак и пре него што је Миногова добила улогу, као и да ће Астрид показати „потпуно ново схватање – опет – о томе шта сапутник може бити”. Име Астрид Пет изазвало је нека нагађања пре емитовања епизоде у вези са открићима да је Астрид анаграм ТАРДИС-а и да Пет (Peth) значи ствар на велшком. Међутим, ова епизода није успоставила такву везу. У серијалу Доктор Ху: Поверљиво, Миногова описује Астрид као „сањарку” и да сусрет са Доктором поново распламсава Астридину жељу да истражује. Касније у својој књизи Прича сценаристе, Дејвис је са коаутором Бенџамином Куком дискутовао о томе како је првобитно назвао овај лик „Пет”, али га је то мучило па ју је касније преименовао у „Астрид” наводећи разлог било то да је „... звучало свемирастије, нешто попут футуристичке Докторове сапутнице”.
Упркос томе што је Дејвис изјавио да ће сапутница у „Путовању проклетих” засигурно „бити једнократна... не знајући да ће њену улогу добити Кајли Миног”, накнадно је изјавио да би јој поново дао ту улогу. Године 2008. новине Daily Express цитирале су Миногову која је рекла да се причало да би њен лик могао поново да се појави касније у серији. Дејвис је одбио да коментарише када га је Часопис Доктор Ху питао о гласинама у вези са Миногиним повратком у серију.

### Кастинг
BBC је званично објавио да ће Миногова глумити Астрид у епизоди „Путовање проклетих” 3. јула 2007. године. Званично саопштење уследило је након гласина о Миногином избору за улогу које су већ кружиле у штампи, иако је сценариста епизоде Расел Т. Дејвис демантовао гласине у BBCјевој публикацији Ariel, у покушају да вест дуже остане тајна. Штавише, сама Миногова је потврдила да ће се појавити у епизоди у часопису InStyle, док је лондонски лист Standard Lite објавио фотографију Миногиног креативног директора Вила Бејкера како носи „списак задатака” са белешком о сценарију Доктора Хуа, што је указивало да ће се Миногова појавити у епизоди. Она је такође била виђена на снимању Доктора Хуа од стране јавности пре званичног објављивања њеног избора за улогу. Бејкер, као дугогодишњи обожавалац Доктора Хуа, био је у великој мери одговоран за избор Миногове за улогу тако што је договорио састанак између ње, Дејвиса и Џули Гарднер. Дејвис је тврдио да је Миногова желела да се појави у Доктору Хуу како би оживела своју глумачку каријеру.

## Промоција и пријем

### Промоција
Миногова је позирала са Далеком на ексклузивном фотографијама за Часопис Доктор Ху, промовишући „Путовање проклетих”. Сликање је одало почаст познатом голишавом фотографисању глумице Кети Менинг (која је глумила Џо Грант) са Далеком. Глумац Десетог Доктора, Дејвид Тенант, интервјуисао је Миногову о њеној улози Астрид Пет за BBC Radio 2 у Интервјуу са Кајли, први пут емитованом 27. новембра 2007. године. Дужа дискусија о њеној умешаности у „Путовање проклетих” укључена је у продужену репризу Интервјуа са Кајли под насловом Поновни интервју са Кајли, емитованој на Дан дарова исте године. У новинама The Sun и другим медијима је процурила информација да ће Астрид у епизоди пољубити Доктора.

### Пријем
Епизоду је погледало 13,8 милиона гледалаца на свом врхунцу, према консолидованим рејтинзима, када је први пут емитована 25. децембра на каналу BBC One. Успех гледаности епизоде „Путовање проклетих” делимично је или у потпуности приписан Миногиној улози Астрид. Млађи гледаоци који су били обожаваоци поп звезде Кајли остали су избезумљени Астридином смрћу и морали су да буду уверени да Кајли није мртва у стварном животу.
Иако је рецензенткиња Џејн Сајмон изјавила да би преферирала да је видела више њеног лика, и тврдила да јој је њено појављивање у епизоди помогло да се „потпуно врати у центар пажње”, Миногина улога није наишла на опште похвале. ТВ писац за The Guardian, Гарет Маклин, описао је Миногову као „не тако добру... она је празна и безукусна”. Маклин је написао:
Нема хемије између Астрид и Доктора, она износи своје реплике са недостатком стварног убеђења и стога никада не верујемо у Астрид као лик. Тамо где је Дона (Кетрин Тејт) у прошлогодишњем специјалу била надмоћна, Астрид (Кајли Миног) једва да је ту. То вас тера да се запитате зашто се избор Кајли сматрао државним ударом. Она је поп звезда – наравно да ће рећи да ће пристати да се појави у милионима домова уочи Божића. Она мора да прода албум. Искрено, Кајли би требало да буде захвална [Доктору Хуу].
Дејвид Белчер из новина The Herald је написао да је Миногова деловала престаро да би играла конобарицу. Сем Валастон из The Guardian-а тврдио је да је Кајлина изведба била „разочаравајућа” и да није дорасла онима које су имале Фрима Еџимен или Били Пајпер у Доктору Хуу. Џим Шели из новина The Mirror је изјавио да Миногова није „изгледала довољно живахно да би била вредна све те гужве”. Насупрот томе, Педи Шенан из листа Liverpool Echo оптужио је творце серије да су цинично укључили снимке Миногиног деколтеа и ногу. Тим Тимен из The Times-а описао је Астрид као „храбру”, али је прокоментарисао Миногин „старији” изглед и упоредио њену „задахнуту глуму” са њеним наступом у улози Шарлин Мичел у Комшијама. Године 2012. Вил Салмон из SFX-а је навео Астридину смрт као један од пет најгорих одлазака неког сапутника, написавши да је њена смртна околност била „мало чудна” и да је њен звездани опроштај био „смешно шашава сцена”.
Били Пајпер, која је тумачила бившу сапутницу Роуз Тајлер, прокоментарисала је да је била „сјајна идеја” да се Миногова појави у серији, као и да је била разочарана што је пропустила прилику да се упозна и спријатељи са њом на снимању Доктора Хуа, као што је то учинио Тенант.
Character Options је произвео акциону фигуру Астрид за укључивање у комплет акционих фигурица „Путовање проклетих”.